# Tamiya
Tamiya (jap. 株式会社タミヤ Kabushiki gaisha Tamiya) – japońska firma działająca w branży modelarskiej.

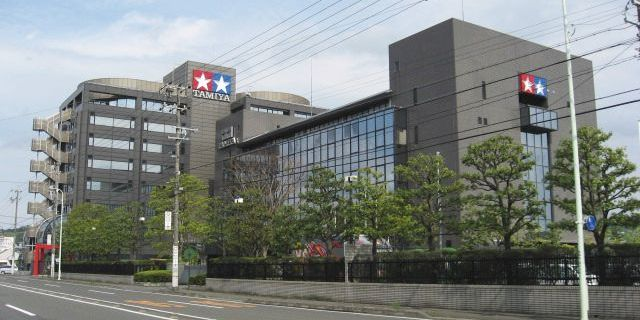
TAMIYA Shizuoka

Została założona w Shizuoce w 1958 roku przez Shunsaku Tamiyę. Zajmuje się głównie produkcją różnoskalowych modeli pojazdów, statków powietrznych i statków wodnych, wykonanych w technologii plastikowej.  Produkuje także modele RC samochodów oraz narzędzia i materiały eksploatacyjne do budowy modeli. Działalność prowadzi na całym świecie, znana jest z bardzo wysokiej jakości swoich wyrobów.
W ostatnich latach skupiła się na tematach niszowych (na przykład francuskie pojazdy pancerne), oraz na lansowaniu modeli pojazdów pancernych w skali 1/48, typowej dotychczas jedynie dla modeli samolotów.
Najpopularniejszymi obecnie modelami RC firmy Tamiya są : TT-01, TT-02, FF-03, seria M i seria TRF. 
TT i ich odmiany dzięki dostępnym częściom, niedużej cenie i wysokiej wytrzymałości podbiły rynek światowy modeli RC. Aktualnie podwozie TT-01 jest już wypierane i można je kupić tylko jako okazyjne reedycje, a wybór części zamiennych jest o wiele mniejszy niż w przypadku TT-02.
Tamiya jednak nadal pokazuje nowe wydania, lub ponowne wydania (re-release) takich podwozi jak TA-02SW (short wheelbase wide, czyli krótki rozstaw osi i szeroki rozstaw kół), lub klasyków typu The Grasshopper, Subaru Brat, The Frog, Sand Scorcher, itp.